# Араукария разнолистная
Араукария разнолистная (лат. Araucaria heterophylla), или норфолкская сосна — вид вечнозелёных хвойных деревьев из рода араукария семейства араукариевые.
Эндемик острова Норфолк, отсюда растение попало в Австралию, где хорошо прижилось.
Этот вид араукарии — широко распространённое комнатное растение (в помещении, особенно в тесных горшках, растения растут намного медленнее, чем в природе).
|                                                                             |  |
| Листья араукарии разнолистной в молодом (слева) и зрелом (справа) возрасте. |  |

## Ботаническое описание

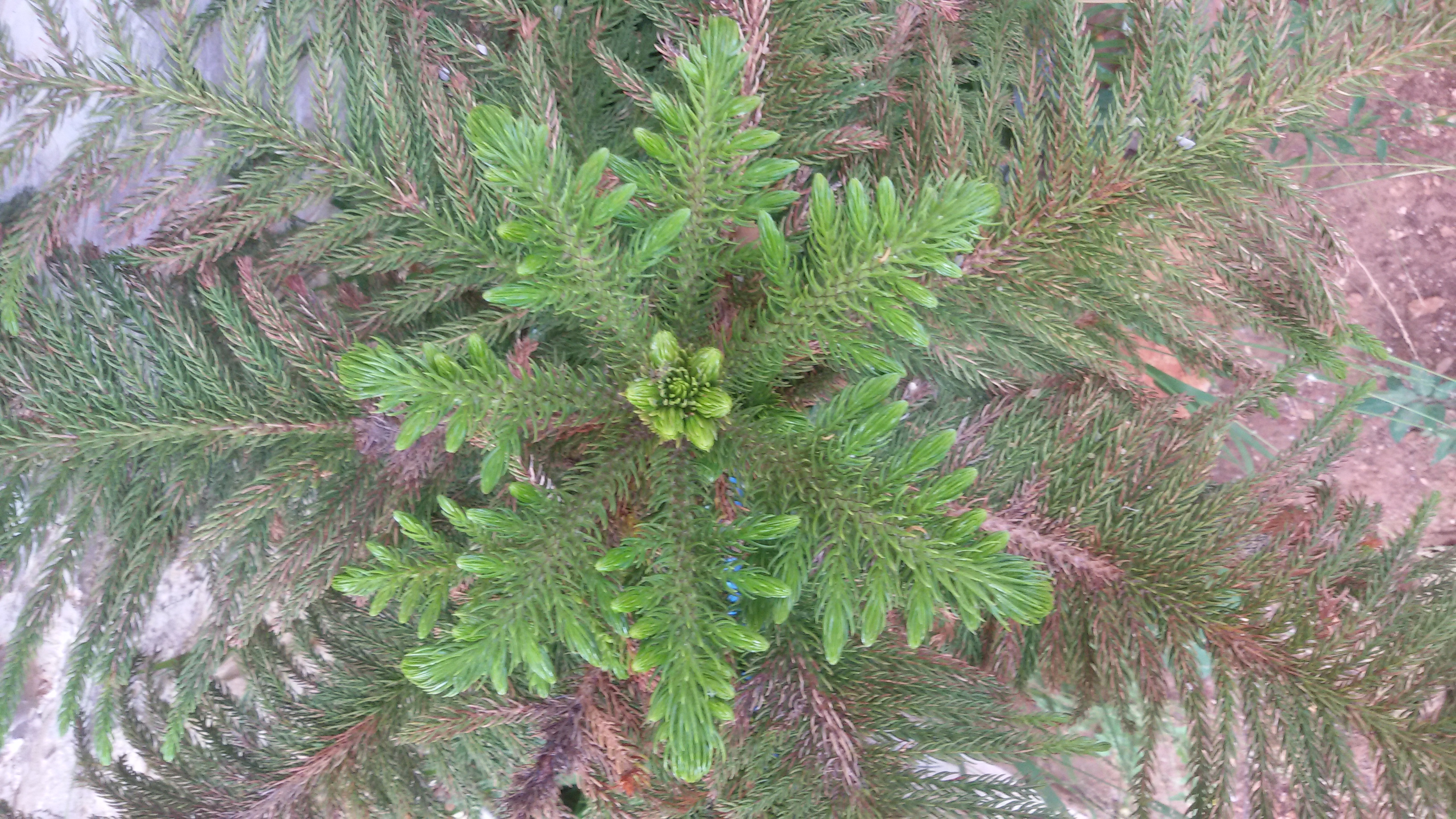
Вид сверху. Видна симметрия роста веток

Норфолкская сосна на флаге острова Норфолк.

Вечнозелёное древесное растение. Высота ствола достигает 50-60 метров, диаметром иногда свыше 100 см (на о. Норфолк, родине данного вида, нередко встречаются поистине огромные деревья: так, в Кингстоне обхват одной из самых крупных араукарий составляет около 9м). У взрослых деревьев ствол почти до половины высоты освобождён от ветвей. Листья от светло- до тёмно-зелёныех, мелкие (2-8 мм) узкие, изогнутые и заострённые. 
Интересной особенностью является смена формы листьев во время жизни дерева: листья молодого (до 30-40 лет) дерева похожи на слегка изогнутые вверх шиловидные иголки длиной до 2 см; в процессе взросления вместо игл появляются чешуевидные листья, которые по спирали налегают друг на друга, полностью охватывая ветви дерева. Кора смолистая, тёмная.
Араукария разнолистная — растение однодомное. Шишки располагаются на концах коротких боковых облиственных веток. Зрелые шишки шаровидно-яйцевидные, в природных условиях достигают 10-12 см в длину и 12-14 см в диаметре. Созревают раз в два года. Мужские шишки при созревании приобретают яркий оранжевый или тёмно-красный цвет.